# 에브리바디 원츠 썸!!
《에브리바디 원츠 썸!!》(영어: Everybody Wants Some!!)은 2016년 공개된 리처드 링클레이터이 감독과 각본을 맡은 미국의 코미디 영화이며, 1980년 텍사스의 대학 야구 팀을 다루고 있다.

## 출연
- 블레이크 제너 - 제이크 브래드퍼드 역
- 조이 도이치 - 베벌리 역
- 라이언 거즈먼 - 케니 로퍼 역
- 타일러 호클린 - 글렌 맥레이널즈 역
- 글렌 파월 - 피너건 역
- 와이엇 러셀 - 찰리 윌러비 역
- 윌 브리튼 - 빌리 "뷰터" 오트리 역
- J. 퀸턴 존슨 - 데일 더글러스 역
- 템플 베이커 - 타이런 플러머 역
- 포리스크 비커리 - 코마 역
- 오스틴 아멜리오 - 네즈빗 역
- 태너 캘리나 - 브럼리 역
- 조너선 브렉 - 고든 코치 역
- 마이클 몬수어 - 저스틴 역